# Záchlumí (okres Ústí nad Orlicí)
Obec Záchlumí (německy Sachlum) se nachází v Žamberské pahorkatině v okrese Ústí nad Orlicí v Pardubickém kraji, asi 7 kilometrů západně od Žamberka. Romantickým údolím protéká Divoká Orlice, podél které vede železniční trať z Týniště nad Orlicí do Letohradu. V katastrálním území obce se nachází železniční stanice Litice nad Orlicí a zastávka Bohousová. Žije zde 766 obyvatel. V místní části Litice nad Orlicí se nachází zřícenina hradu Litice a kamenolom, ve kterém se těží žula.

## Historie
První písemná zmínka o vesnici pochází z roku 1365.
Porevoluční starostové obce:
1. Jaroslav Peřina
2. Josef Franc
3. Stanislava Chmelanová
4. Miroslav Falta

## Části obce
- Záchlumí
- Bohousová
- Litice nad Orlicí

## Pamětihodnosti
- Zvonička v Záchlumí
- Pomník obětem první světové války

## Fotogalerie

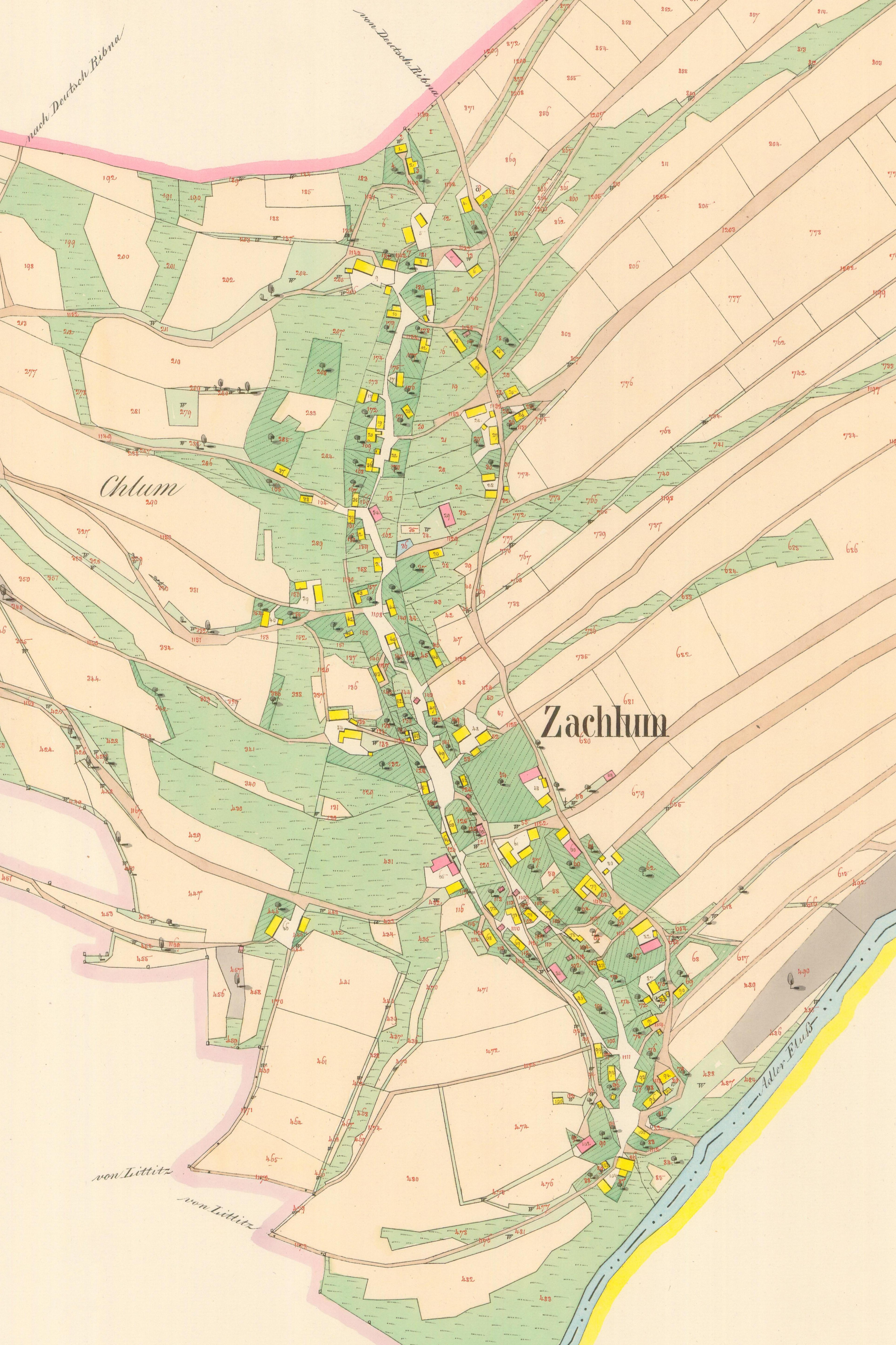
Záchlumí na mapě stabilního katastru z roku 1840
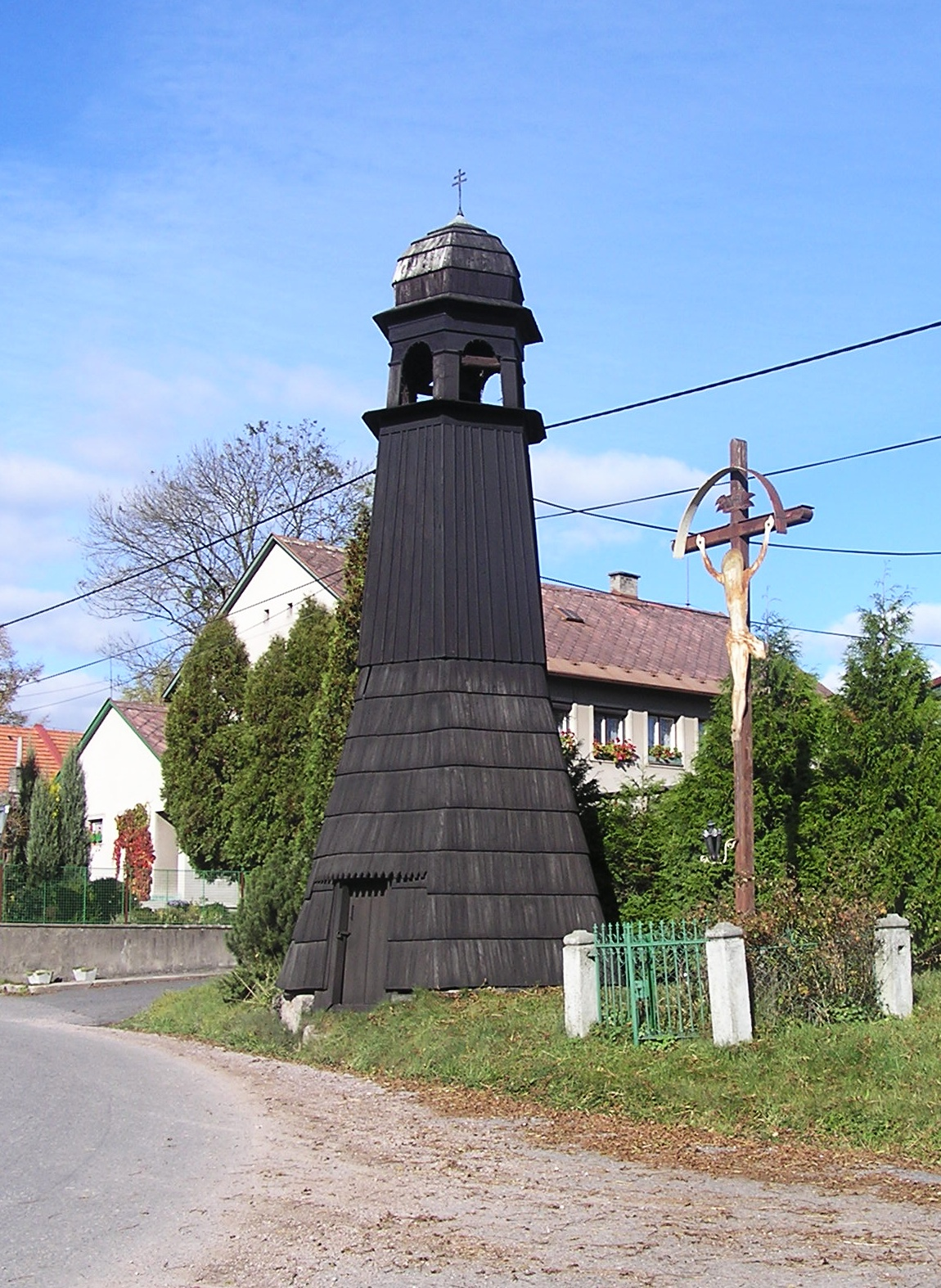
Zvonička v Záchlumí
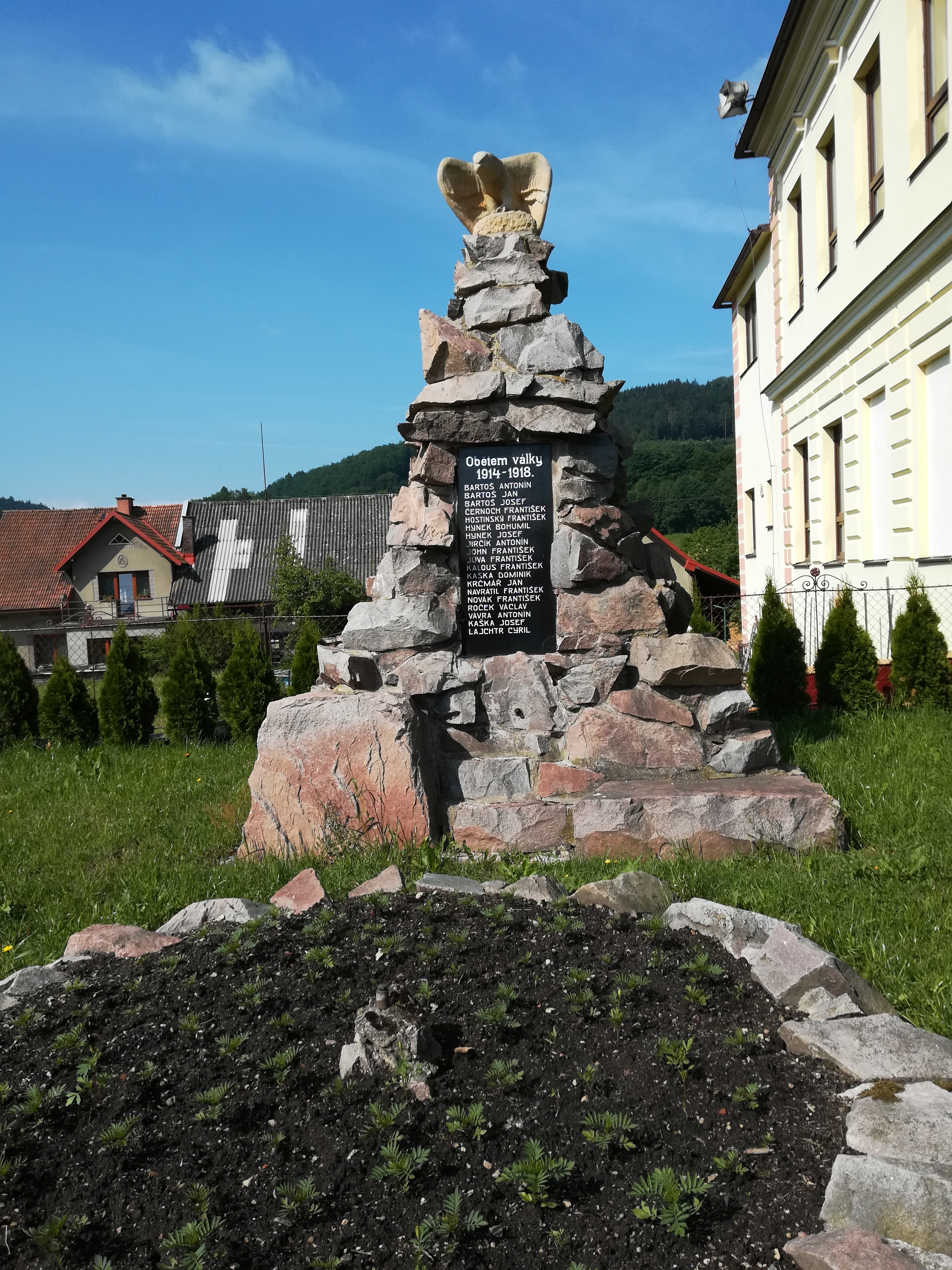
Pomník obětem první světové války